# 加爾庫希涅 (薩赫諾夫希納區)
49°6′43″N 35°47′11″E / 49.11194°N 35.78639°E
加爾庫希涅（烏克蘭語：Гаркушине），是烏克蘭東部的村莊，隸屬哈爾科夫州的別列斯京區。該村始建於1920年，面積0.53平方公里，海拔高度154米，2001年人口64，人口密度每平方公里120.8人。